# Eoophyla leucostola
Eoophyla leucostola là một loài bướm đêm trong họ Crambidae.